# Marcial Humberto Guzmán Saballos
Marcial Humberto Guzmán Saballos (Tola, 15 de febrero de 1965) es un sacerdote católico nombrado por el Papa Francisco como IV Obispo diocesano de la Diócesis de Juigalpa, Nicaragua.

## Biografía

### Primeros Años
Marcial Guzmán Saballos nació en la ciudad de Tola, departamento de Rivas el 15 de febrero de 1965. Realizó estudios de economía y laboró por un corto periodo en una entidad bancaria. Una vez terminados sus estudios eclesiásticos en el Seminario Nacional, recibió el título de licenciatura en Derecho Canónico en la Pontificia Universidad Lateranense de Roma. 

### Vida Religiosa
Su carrera religiosa se desarrolló a partir del 4 de diciembre de 1993 que recibe el orden sacerdotal y posteriormente incardinado a la vida diocesana en la Diócesis de Granada donde fungió hasta su nombramiento como IV ordinario de Juigalpa. 
En la Diócesis de Granada se desempeñó como administrador parroquial, párroco de diferentes parroquias, rectoría del seminario diocesano, vicario diocesano y como vicario judicial (2017-2020). Además, de haber desempeñado labores como Canciller Diocesano y la rectoría del Santuario Nacional de Jesús del Rescate en Popoyuapa, Rivas.

## Obispo
El 24 de septiembre de 2020, la Oficina de Prensa de la Santa Sede dio a conocer el nombramiento del sacerdote como IV Obispo de la Diócesis de Juigalpa cuya sede estaba vacante desde el 24 de agosto de 2019, día en que su predecesor, Mons. René Sándigo tomó posesión como Obispo LI de la Diócesis de León.
El 5 de diciembre de 2020 es consagrado como el IV obispo de la diócesis de Juigalpa, en la catedral de Juigalpa. Su consagrante principal fue el Cardenal Leopoldo Brenes y Co-consagrantes monseñor Jorge Solórzano y monseñor René Sándigo.

### Sucesión
| Predecesor: Mons. Sócrates René Sándigo Jirón | IV Obispo de Juigalpa Electo el 24 de septiembre de 2020 | Sucesor: En el cargo (Electo) |